# The Bridge (serie de televisión)
The Bridge es una serie de televisión estadounidense de género policíaco que fue emitida por la cadena FX en Estados Unidos y América Latina y por los canales Fox y FOX Crime en España. Protagonizada por el actor mexicano Demián Bichir y la actriz alemana Diane Kruger, la serie se estrenó en FX el 10 de julio de 2013.
La serie es una versión libre de otra serie del mismo nombre (en danés Broen y en sueco Bron) coproducida por productoras de Dinamarca y Suecia en el año 2011.

## Historia
La historia de The Bridge comienza cuando lo que aparenta ser el cadáver de una mujer es encontrado en el Puente de las Américas (Bridge of the Americas en inglés), un puente ubicado en uno de los cruces de la Frontera entre Estados Unidos y México, sobre el Río Bravo (también llamado Río Grande), y que comunica la ciudad estadounidense de El Paso (en Texas) y la ciudad mexicana de Ciudad Juárez (en Chihuahua).
El cuerpo de la mujer aparece justo encima de la línea divisoria de la frontera que simbólicamente parte el puente en dos, de manera tal que la mitad del cuerpo está en territorio estadounidense y la otra mitad en territorio mexicano; así que al lugar se presentan la detective Sonya Cross (Diane Kruger), del Departamento de Policía de El Paso (policía local de El Paso), y el detective Marco Ruíz (Demián Bichir), de la Policía Estatal del Estado de Chihuahua (estado mexicano al que pertenece Ciudad Juárez). La detective Cross reclama la jurisdicción sobre el caso porque la mujer muerta ha sido identificada y resulta ser una conocida juez estadounidense (famosa por ser dura con la inmigración ilegal), y porque además el vehículo que se usó para abandonar el cuerpo provenía del lado estadounidense de la frontera; el detective Ruíz no se opone en principio y cede la investigación a Cross. Pero el caso se complica cuando al intentar levantar el cadáver se descubre que no se trata de un solo cuerpo sino de las mitades de dos cuerpos femeninos que habían sido unidos para aparentar ser uno, y que aunque uno de ellos corresponde al de la juez el otro corresponde a una joven mujer latina, presuntamente mexicana. Cross se ve obligada a pedirle ayuda al detective Ruíz para identificar a la víctima presuntamente mexicana y éste comprueba que se trata de una las víctimas de los tristemente célebres feminicidios en Ciudad Juárez (los cientos de homicidios y desapariciones de mujeres jóvenes y adolescentes ocurridos en Ciudad Juárez desde al menos 1993). 
A pesar de sus reticencias iniciales Cross tiene que aceptar trabajar en conjunto con Ruíz encabezando un equipo binacional de investigación; y cuando el asesino envía un mensaje aprovechando un falso intento de atentado contra Daniel Frye (Matthew Lillard), un periodista local de El Paso Times, se dan cuenta de que la investigación se ha convertido en la cacería de un brutal asesino en serie que actúa a ambos lados de la frontera, por lo que los detectives deberán emprender una carrera contra el reloj para detenerlo al mismo tiempo que deberán enfrentarse a la corrupción y la apatía general entre las autoridades mexicanas, y la violencia de los poderosos carteles fronterizos de la droga.
Ruíz descubre que la víctima mexicana era una prostituta adolescente y que existe una conexión con una masacre donde fue asesinado el hermano de un poderoso narcotraficante de Ciudad Juárez. Entre tanto el siguiente crimen del sospechoso es el asesinato por consumo de agua envenenada de varios inmigrantes indocumentados que habían cruzado la frontera de forma ilegal y que, sedientos por su desesperada travesía por el desierto, bebieron el agua que les había dejado el criminal en pequeños bidones al lado de una imagen de la Santa Muerte; el mismo asesino guía al periodista Frye que usa como contacto con el público y las autoridades hasta el escenario de su crimen. Mientras tanto las subtramas paralelas se complican, especialmente la del secuestro de Eva, una joven mexicana por un misterioso estadounidense y la de Charlotte Millwright (Annabeth Gish), la viuda de Karl (Robert R. Shafer), un adinerado ranchero texano, que ha descubierto que su difunto marido se dedicaba al tráfico de inmigrantes por un túnel bajo la frontera, que parte de las tierras de su rancho, y que ahora se ve amenazada por los socios criminales de su esposo quienes la presionan para continuar con el tráfico ilegal de personas.
Ante la magnitud del nuevo crimen del asesino en serie, varias agencias policiales federales estadounidenses como el FBI, la Patrulla Fronteriza, la DEA y otras se incorporan al equipo especial de investigaciones encabezado por Cross y Ruíz, pero se producen tensiones porque el FBI pretende asumir el control del equipo y de la investigación, y Cross se opone a ceder la dirección de la pesquisa. Sin embargo el jefe de Cross, el teniente Hank Wade (Ted Levine), consigue con habilidad diplomática que la policía local de El Paso conserve la jurisdicción principal sobre el caso y que por lo tanto siga dirigiendo el equipo.     
El elemento central de la historia son las personalidades opuestas de los protagonistas: la tenaz detective estadounidense Sonya Cross, una brillante investigadora que está diagnosticada con el síndrome de Asperger, lo que le genera problemas para socializar especialmente por su brutal e incómoda sinceridad y su dificultad para manifestar sus emociones, pero que es muy eficaz en su trabajo; y el detective mexicano Marco Ruíz, uno de los últimos policías honrados que quedan en una fuerza corrupta e indiferente, superada en número por los poderosos carteles de narcotraficantes. Inteligente, simpático y perspicaz, Ruíz es un hombre de familia que trata de sobrevivir conservando sus valores en una ciudad que se encuentra en un estado de caos.

## Elenco

### Primera temporada

#### Principal
- Diane Kruger como la Det. Sonya Cross, miembro del departamento de policía de El Paso. Cross tiene el síndrome de Asperger.
- Demián Bichir como Marco Ruiz, un detective de homicidios del estado mexicano de Chihuahua.
- Ted Levine como el teniente Hank Wade, un hastiado policía de El Paso y supervisor de Cross a quien apoya y aconseja. Fue quién investigó el asesinato de Lisa Cross.
- Annabeth Gish como Charlotte Millwright, una viuda cuyo marido Karl, un rico ranchero, sufrió un infarto al miocardio en el lado mexicano y murió en El Paso. Secretos impactantes sobre las actividades transfronterizas de su marido rápidamente salen a la luz y Ruíz y Cross comienzan a investigar.
- Thomas M. Wright como Steven Linder, un "lobo solitario" que intenta sobrevivir en una frontera casi sin ley.
- Matthew Lillard como Daniel Frye, un periodista cuya alguna vez prometedora carrera ha sido descarriada por una vida de fiestas y el abuso de drogas.
- Emily Rios como Adriana Pérez, periodista y compañera de Frye. Nacida en México donde viven su madre y sus hermanas.

#### Secundario
- Catalina Sandino Moreno como Alma Ruiz, la esposa de Marco.
- Carlos Pratts como Gustavo "Gus" Ruiz, hijo de Marco.
- Sandra Echeverría como Sara Vega.
- Alma Martinez como Graciela Rivera.

### Segunda temporada

#### Principal
- Diane Kruger como la Det. Sonya Cross, miembro del departamento de policía de El Paso. Cross tiene el síndrome de Asperger.
- Demián Bichir como Marco Ruiz, un detective de homicidios del estado mexicano de Chihuahua.
- Ted Levine como el teniente Hank Wade, un hastiado policía de El Paso y supervisor de Cross a quien apoya y aconseja.
- Annabeth Gish como Charlotte Millwright, una viuda cuyo marido Karl, un rico ranchero, sufrió un infarto al miocardio en el lado mexicano y murió en El Paso. Secretos impactantes sobre las actividades transfronterizas de su marido rápidamente salen a la luz y Ruíz y Cross comienzan a investigar.
- Thomas M. Wright como Steven Linder, un "lobo solitario" que intenta sobrevivir en una frontera casi sin ley.
- Matthew Lillard como Daniel Frye, un periodista cuya alguna vez prometedora carrera ha sido descarriada por una vida de fiestas y el abuso de drogas.
- Emily Ríos como Adriana Pérez, periodista y compañera de Frye. Nacida en México donde viven su madre y sus hermanas.
- Ramón Franco como Fausto Galván, el peligroso jefe de un cartel de Juárez.
- Franka Potente como Eleanor Nacht.

#### Secundario
- Alejandro Patiño como Cesar, un hombre mexicano que trabaja para la señora Millwright.
- Brian Van Holt como Ray Burton, un conocido del pasado de Charlotte al que contrata para llevar el asunto del túnel.
- Stephanie Sigman como Eva, una chica de Juárez que fue secuestrada y violada por policías corruptos. Marco y Sonya la rescatan y la ponen a salvo en El Paso.
- Juan Carlos Cantu como el capitán Robles, el jefe de Marco en la policía de Juárez.
- Abraham Benrubi como Joe McKenzie, un agente de la DEA cuyo compañero infiltrado fue asesinado por Eleanor.

## Producción
En el 2011 la serie sueco-danesa Broen/Bron tuvo un notable éxito en sus países de origen, lo que permitió su exportación a otros mercados; la serie policial de drama y suspense narraba una historia que arrancaba con el hallazgo del cadáver de una mujer asesinada en el Puente de Oresund, uno de los cruces de la frontera entre Suecia y Dinamarca, que une la ciudad sueca de Malmö con la ciudad de Copenhague, capital de Dinamarca. Una detective de la policía sueca, Saga Norén, y un detective de la policía danesa, Martin Rohde, deben hacer a un lado sus diferentes personalidades y métodos de trabajo, y unir fuerzas para cazar a un brutal y astuto asesino en serie que siembra el terror a ambos lados de la frontera en espectaculares acciones que atraen la atención de la opinión pública.
La cadena de televisión FX decidió producir una versión estadounidense de la serie escandinava y el 28 de julio de 2012 se anunció que había ordenado la realización del episodio piloto de la nueva serie. Los productores ejecutivos y escritores principales de la serie son Meredith Stiehm, creadora de la serie Cold Case y productora ejecutiva de la serie Homeland, y Elwood Reid, que ha sido productor ejecutivo de Cold Case y Hawaii Five-0. The Bridge es una coproducción de FX y Shine America (la subsidiaria estadounidense de la empresa Shine Group, del magnate de los medios de comunicación Rupert Murdoch).
En su adaptación los creadores de la serie decidieron trasladar la acción de la historia a la frontera entre México y los Estados Unidos, concretamente al cruce que comunica El Paso con Ciudad Juárez, lo que permitía hacer una versión libre y agregar nuevos elementos y efectuar importantes cambios con relación a la versión original.
El 20 de septiembre de 2012 se anunció que la actriz alemana Diane Kruger había sido escogida para interpretar el personaje de la protagonista femenina de la serie, Sonya Cross, detective del Departamento de Policía de El Paso; entre el 8 y el 9 de octubre se anunció los nombres de otros actores y actrices que iban a participar en el elenco, entre ellos el conocido actor mexicano Demián Bichir para interpretar el personaje protagónico masculino, el del detective de la Policía Estatal de Chihuahua, Marco Ruiz. En noviembre de 2012 se conocieron los nombres del resto del elenco; ya conocidos todos los miembros del equipo destacan nombres como el de Annabeth Gish (conocida por su papel de la agente especial Mónica Reyes en la serie de culto The X-Files), Ted Levine, Matthew Lillard, Emily Rios, la reconocida actriz colombiana Catalina Sandino (interpretando a la esposa del detective Ruiz) y la actriz mexicana Sandra Echeverría.
El director de cine mexicano Gerardo Naranjo, aclamado por la crítica por su película Miss Bala, fue seleccionado para dirigir el episodio piloto de The Bridge.
El rodaje del episodio piloto se llevó a cabo en locaciones que se encuentran en las afueras de El Paso, pero para el resto de los episodios se filmó principalmente en la ciudad de Los Ángeles. El episodio piloto estuvo terminado en diciembre de 2012, y después de verlo la dirección de FX ordenó el 12 de febrero de 2013 la producción de una primera temporada completa de trece episodios y el debut televisivo fue programada para el 10 de julio de 2013.

### Lista de episodios y audiencias
La serie se estrenó en el canal de pago FOX el 11 de julio de 2013. El capítulo de estreno consiguió 125.000 espectadores y un 0.8%. Después la serie paso a emitirse a FOX Crime.